# Манчестер (Пенсільванія)
Манчестер (англ. Manchester) — місто (англ. borough) в США, в окрузі Йорк штату Пенсільванія. Населення — 2800 осіб (2020).

## Географія
Манчестер розташований за координатами 40°3′41″ пн. ш. 76°43′10″ зх. д. / 40.06139° пн. ш. 76.71944° зх. д. (40.061322, -76.719345).  За даними Бюро перепису населення США в 2010 році місто мало площу 2,03 км², уся площа — суходіл.

## Демографія
Згідно з переписом 2010 року, у селищі мешкали 2763 особи в 1175 домогосподарствах у складі 772 родин. Густота населення становила 1358 осіб/км².  Було 1229 помешкань (604/км²).
Расовий склад населення:
| - 92,4 % — білих - 3,2 % — чорних або афроамериканців - 1,0 % — азіатів - 0,1 % — вихідців з тихоокеанських островів - 1,2 % — осіб інших рас |

До двох чи більше рас належало 2,0 %. Частка іспаномовних становила 3,9 % від усіх жителів.
За віковим діапазоном населення розподілялося таким чином: 22,9 % — особи молодші 18 років, 62,2 % — особи у віці 18—64 років, 14,9 % — особи у віці 65 років та старші. Медіана віку мешканця становила 37,9 року. На 100 осіб жіночої статі у селищі припадало 94,3 чоловіків;  на 100 жінок у віці від 18 років та старших — 92,2 чоловіків також старших 18 років.
Середній дохід на одне домашнє господарство  становив 67 849 доларів США (медіана — 51 910), а середній дохід на одну сім'ю — 73 468 доларів (медіана — 51 875). Медіана доходів становила 52 059 доларів для чоловіків та 34 714 долари для жінок. За межею бідності перебувало 5,3 % осіб, у тому числі 6,7 % дітей у віці до 18 років та 0,0 % осіб у віці 65 років та старших.
Цивільне працевлаштоване населення становило 1492 особи. Основні галузі зайнятості: роздрібна торгівля — 16,8 %, виробництво — 15,9 %, освіта, охорона здоров'я та соціальна допомога — 15,0 %.